# Grattanmassakern

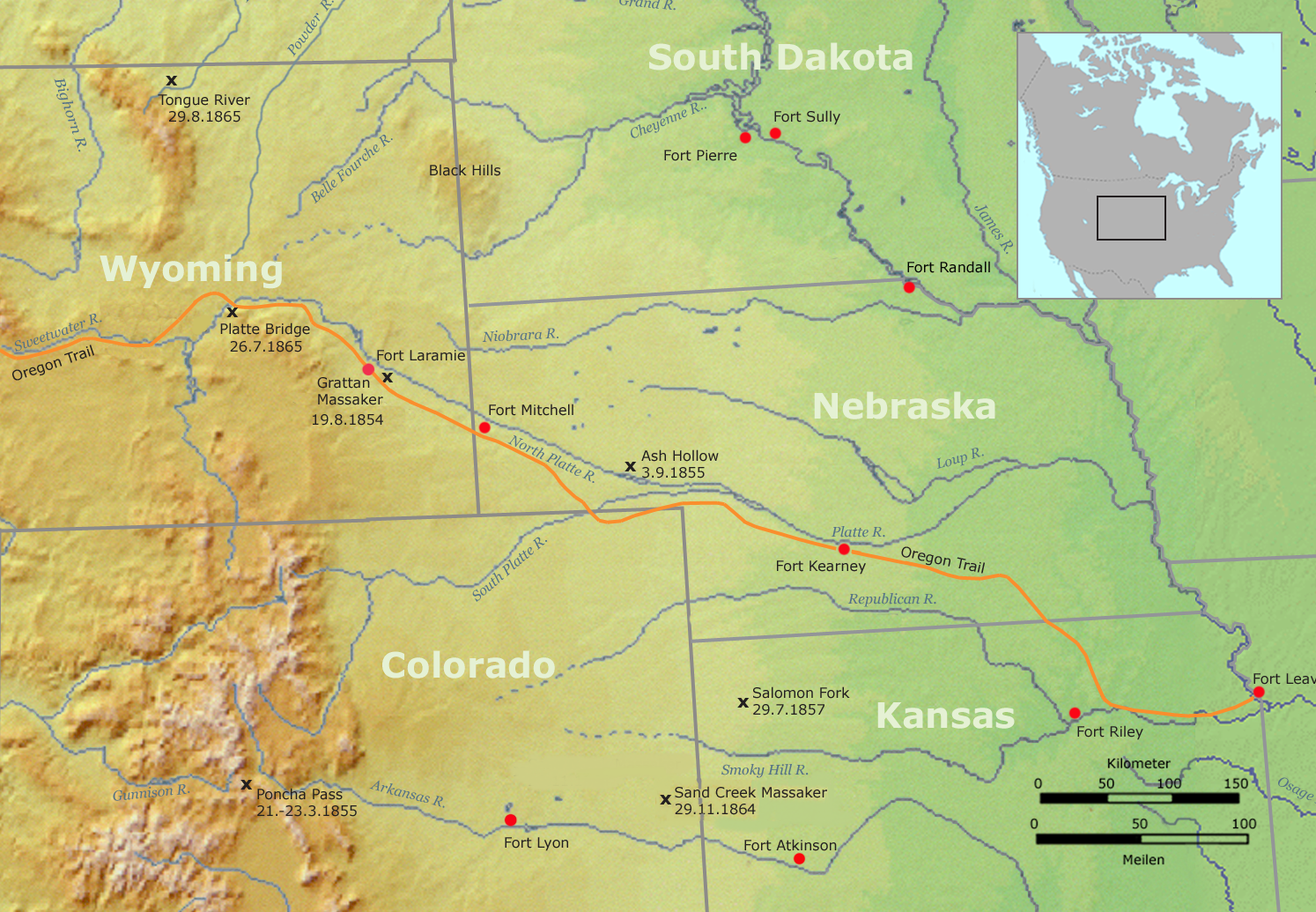
Röda prickar markerar militärfort och kryss markerar daterade händelser, däribland Grattanmassakern.

Grattanmassakern var en strid mellan USA:s kavalleri och Lakota-indianer som ägde rum 17 augusti 1854 nära Fort Laramie i dåvarande Nebraskaterritoriet. Platsen ligger nu i delstaten Wyoming. Striden blev den tändande gnistan till en krutdurk av allt starkare motsättningar och ledde till ett 36-årigt krigstillstånd mellan USA och Lakota-indianerna.
Upprinnelsen till striden var en bagatellartad händelse. En ko, tillhörande en mormon som färdades längs Oregon trail, hade lämnat leden och förirrat sig in i ett stort indianläger med omkring 4000 lakota-indianer, huvudsakligen av stammarna Oglala och Sicangu men även ett antal Miniconjou. Kon slaktades av en miniconjoukrigare som senare uppgav att den var skadad.
Mormonerna anmälde händelsen och en nyutexaminerad underlöjtnant, John L. Grattan, fick order att med en styrka på 28 man hämta den misstänkte kotjuven till förhör i Fort Laramie. Grattan var fullständigt oerfaren när det gällde kommunikation med indianer och förstod inte att han befann sig i en förhandlingssituation, där vissa garantier för miniconjou-krigarens säkerhet måste lämnas. I stället uppträdde Grattan på ett påstridigt och oförskämt sätt mot sicangu-hövdingen Matȟó Wayúhi (Conquering Bear).  Grattans uppenbart inkompetenta agerande och oförmåga och ovilja att förhandla gjorde att hans betydligt erfarnare män blev allt nervösare över situationen och flera av dem gjorde utan order från Grattan sina vapen skjutklara.

## Massakern
När det blivit uppenbart att förhandlingarna skulle bli resultatlösa, reste sig Mato Wayuhi upp i avsikt att helt enkelt gå sin väg. En av Grattans män sköt då hövdingen i ryggen, en överilad handling som troligen mest utlöstes av nervositet och rädsla för indianernas kolossala övermakt. I den följande intensiva skottlossningen dödades Grattan och hans 28 följeslagare. USA:s press döpte händelsen till Grattanmassakern och den användes senare medvetet för att ge legitimitet åt talrika övergrepp mot den nordamerikanska urbefolkningen ända tills slaget vid Little Big Horn gav ett ännu bättre underlag för den antiindianska propagandan i amerikansk press.
Matȟó Wayúhi var den enda lakotaindianen som blev dödad. Han dog nio dagar senare av sina skottskador. En av soldaterna överlevde massakern, men dog senare av sina skador. De 28 soldaterna begravdes vid Fort McPherson i Nebraska medan underlöjtnant Grattan begravdes vid Fort Leavenworth i Kansas.

## Vedergällning
Det första i en lång rad övergrepp mot indianerna blev massakern vid Ash Hollow 1855 som var en ren vedergällning för Grattanmassakern. Vissa historiker menar att händelsen var gnistan som startade det nästan kvartssekel långa indiankriget på Great Plains.  Andra menar att faktorerna var många och att amerikanernas intresse att ta över lakotaterritorier gjorde konflikten oundviklig.